# Grand Prix de Caen
Der Grand Prix de Caen (deutsch: Großer Preis von Caen) war ein Automobilrennen, das von 1952 bis 1958 sechsmal in der nordwestfranzösischen Stadt Caen ausgetragen wurde. Das Rennen war im Laufe der Jahre für verschiedene Rennklassen ausgeschrieben, darunter viermal für die Formel 1. Es hatte jeweils keinen Weltmeisterschaftsstatus.

## Geschichte
Die in der Normandie gelegene Stadt Caen war bereits vor dem Ersten Weltkrieg einige Male Austragungsort verschiedener Automobilrennen gewesen, die die Bezeichnung Coupe de Normandie getragen hatten. Das letzte dieser Rennen fand 1910 statt. In den Jahren zwischen den Kriegen gab es in Caen keine höherklassigen Autorennen.
Nach dem Ende des Zweiten Weltkriegs wurden neben dem Großen Preis von Frankreich, der ab 1947 wieder jährlich ausgetragen wurde, nach und nach weitere Automobilrennen in Frankreich organisiert. Erste Schritte hierzu waren Motorsportveranstaltungen im Pariser Umland (Montlhéry), wenig später kamen Rennen in der Provinz dazu. Zu ihnen gehörten ab 1950 die Großen Preise von Albi, Bordeaux und Pau sowie – später – von Reims. Die meisten von ihnen waren allerdings kurzlebig. Lediglich der Grand Prix de Pau wurde zu einer festen Größe im internationalen Motorsport.
Ab 1952 wurde schließlich auch Caen wieder zum Austragungsort eines Automobilrennens; Organisator war der Automobile Club de l’Ouest. Caen führte den nunmehr nach der Stadt selbst benannten Großen Preis bis 1958 durch. In einigen Jahren fand zeitversetzt auch ein weltmeisterschaftsfreies Formel-1-Rennen im benachbarten Rouen statt, das meist mehr Rennfahrer anzog als die Veranstaltung in Caen.

## Rennstrecke

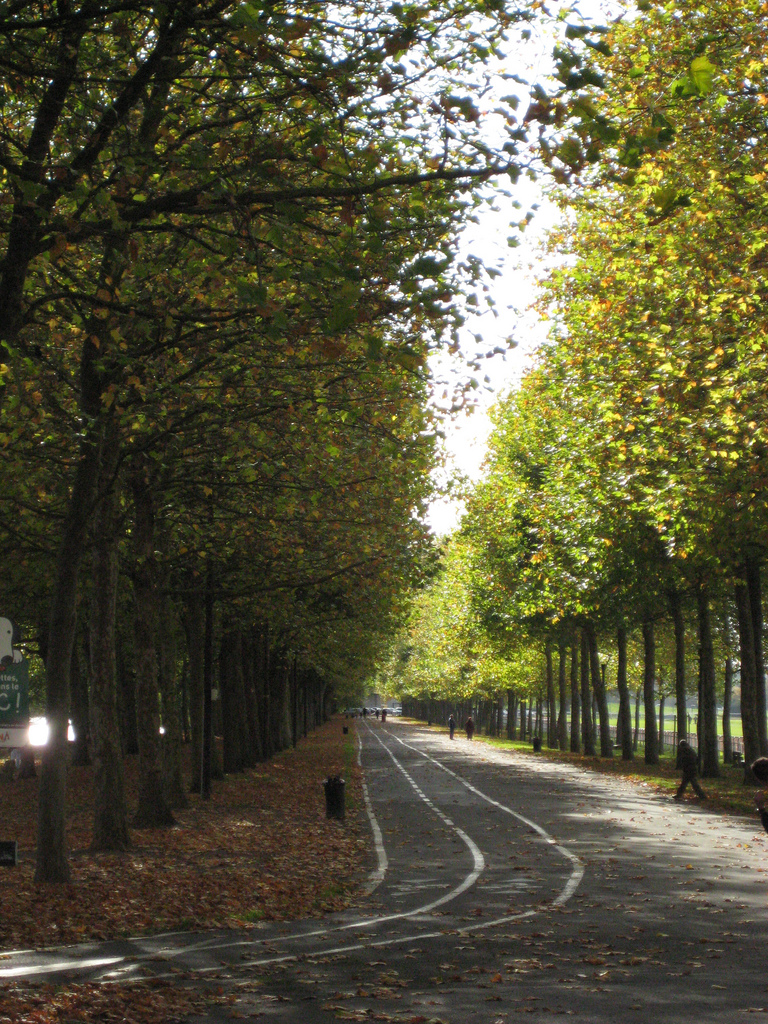
Teil der ehemaligen Rennstrecke „La Prairie“: Cours Général Kœnig in Caen

Für den Großen Preis von Cean wurde ein temporärer Straßenkurs aufgebaut, der den „La Prairie“ genannten Stadtpark und die darin gelegene örtliche Pferderennbahn („Hippodrome de la Prairie“) umrundete. Die Strecke erhielt die Bezeichnung Circuit La Prairie. Sie führte nahezu ausschließlich über öffentliche Straßen. Im Laufe der Jahre wechselten die Streckenführung und die Länge des Kurses teilweise erheblich. Im ersten Jahr war die Strecke 4,122 km lang, 1954, 1957 und 1958 nur 3,520 km; 1956 waren es hingegen 5,562 km. Die Anzahl der gefahrenen Runden wurde jeweils dahingehend angepasst, dass eine Gesamtdistanz von mehr als 300 km erreicht wurde.

## Die Rennen

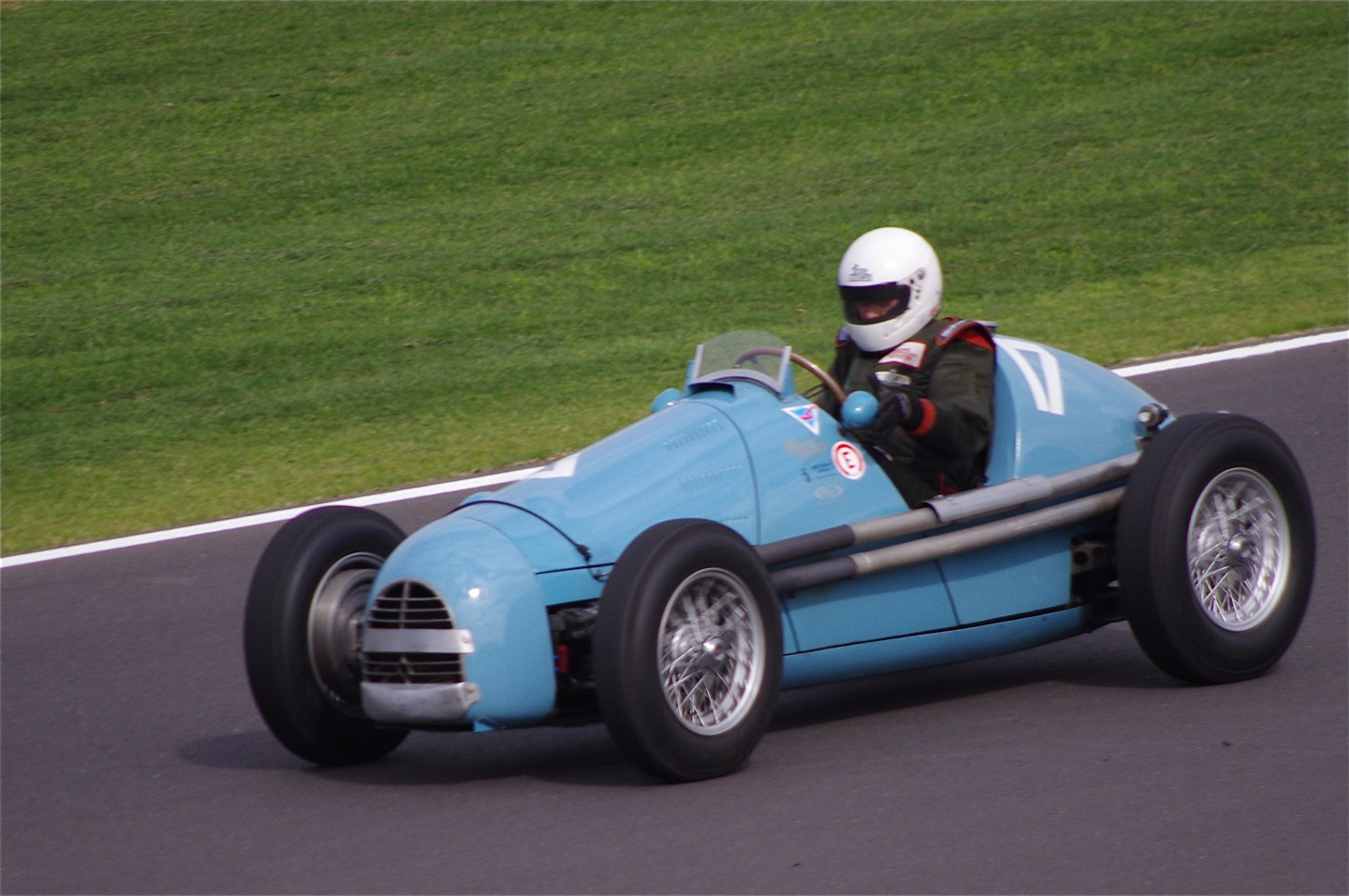
Auto des ersten Siegers: Gordini T16

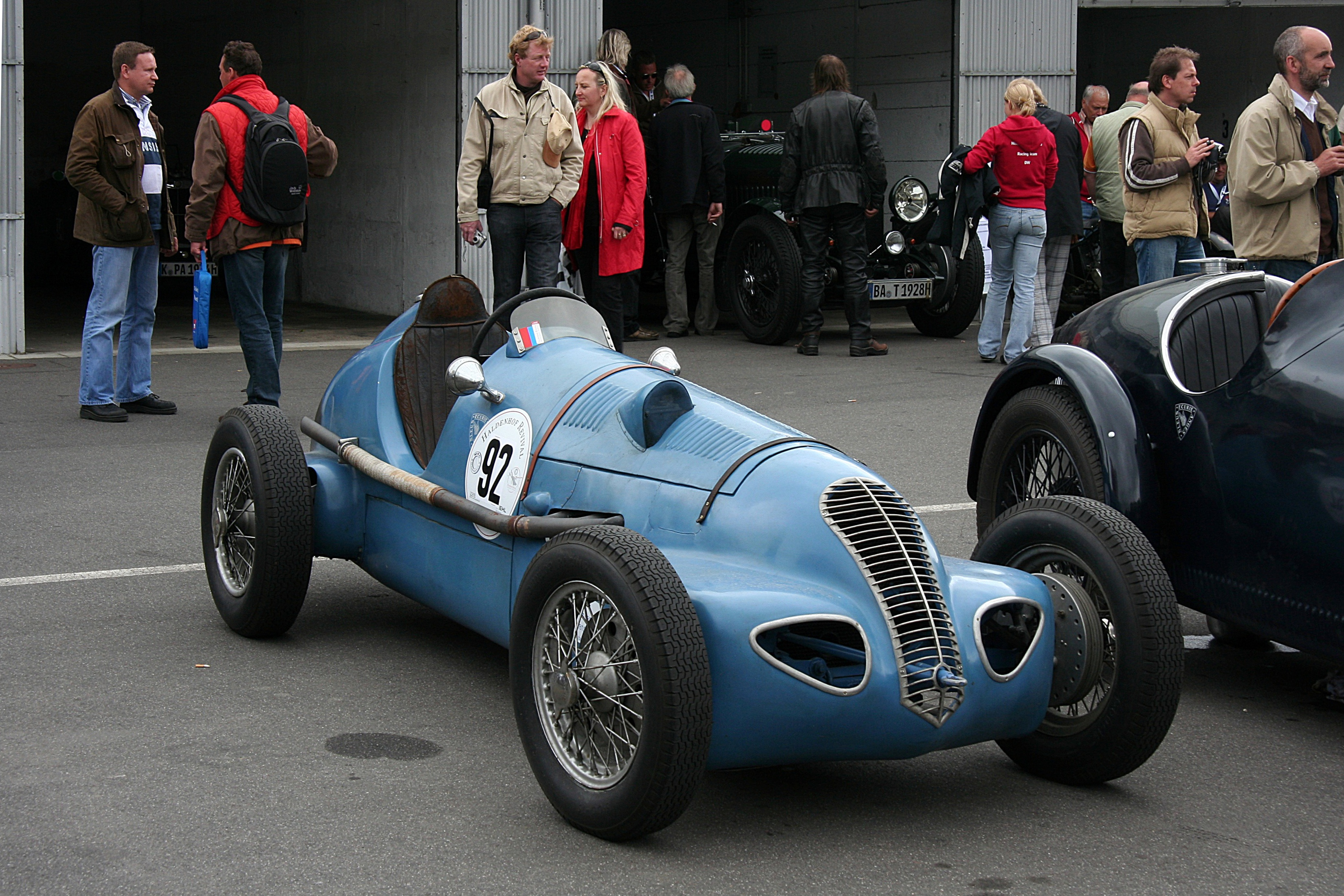
Letzter beim GP de Caen 1952: Théo Martins Simca Special „La Pintade“

### 1952
Die erste Auflage des Großen Preises von Caen war nach dem Reglement der Formel 2 ausgeschrieben, das in diesem (und im folgenden) Jahr anstelle der Formel 1 die für die Automobil-Weltmeisterschaft maßgebliche Motorsportklasse war. Das Starterfeld bestand 1952 abgesehen von dem US-amerikanischen Piloten Harry Schell ausnahmslos aus französischen Rennfahrern. Das Werksteam von Amédée Gordini dominierte das Rennen: Gordinis Pilot Maurice Trintignant erreichte die Poleposition und gewann den Lauf, sein Teamkollege Jean Behra wurde Zweiter. Daneben erschienen Fahrzeuge von Panhard, DB und HWM; Marcel Balsa fuhr schließlich einen Eigenbau auf BMW-Basis.

### 1953
Die zweite Ausgabe des Großen Preises von Caen war ein Sportwagenrennen.

### 1954
1954 war das Rennen dann erstmals für die Formel 1 ausgeschrieben. Es fand drei Wochen nach dem Großen Preis von Frankreich statt und war schwach besetzt. Insgesamt gingen nur zehn Fahrer an den Start. Im Training kam es zu einem schweren Feuerunfall. Der private Maserati des Argentiniers Roberto Mieres erlitt einen Motorschaden, in dessen Folge brennendes Benzin versprüht wurde. Mieres wurde davon getroffen und erlitt schwere Verbrennungen. Er konnte am weiteren Verlauf des Trainings und am Rennen nicht teilnehmen. Stirling Moss im Werks-Maserati, Jean Behra im Werks-Gordini und Maurice Trintignant im Werks-Ferrari kämpften im Training um die Poleposition; die übrigen Fahrer erreichten deutlich langsamere Rundenzeiten. Mit einem Vorsprung von 0,4 Sekunden nahm Trintignant letztlich den ersten Startplatz ein. Das Rennen gewann er vor Moss und Behra. Prinz Bira im privaten Maserati und Louis Rosier im privat eingesetzten Ferrari kamen auf den Plätzen vier und fünf ins Ziel. Alle anderen Fahrer fielen vorzeitig aus.

### 1956
Nachdem 1955 kein Großer Preis von Caen ausgetragen worden war, kam es 1956 zur vierten Auflage. Das Rennen war wiederum ein Formel-1-Rennen ohne Weltmeisterschaftsstatus. Hier gingen 13 Fahrer an den Start. Harry Schell fuhr einen Maserati mit Werksunterstützung, Gordini setzte vier Werksautos für Robert Manzon, André Simon, Hernando da Silva Ramos und Georges Burggraff ein. Daneben erschienen zahlreiche Privatfahrer, unter anderem Paul Emery, der eine Eigenkonstruktion mit Alta-Motor an den Start brachte. Zwei Formel-2-Fahrzeuge komplettierten das Starterfeld: Aldo Pedini setzte für die Scuderia Centro Sud einen Ferrari 500 ein, und Bill Morice fuhr einen Cooper T23 mit Bristol-Motor.
 Roy Salvadori fuhr in seinem privaten Maserati die Pole-Position heraus; er erzielte auch die schnellste Rennrunde. Das Rennen beendete er als Dritter. Sieger war Harry Schell im Werks-Maserati, der von Platz fünf gestartet war; der Gordini-Pilot André Simon, der als Siebter ins Rennen gegangen war, kam mit mehr als einer Minute Rückstand als Zweiter ins Ziel. Insgesamt wurden sieben Fahrer gewertet; die Letzten in der Wertung waren die beiden Formel-2-Piloten, die beim Zieleinlauf 9 bzw. 15 Runden Rückstand auf den Sieger hatten.

### 1957
Zur fünften Auflage des Rennens im Sommer 1957 meldeten sich nur 11 Fahrer. Anders als in den Jahren zuvor beteiligte sich Maserati nicht werksseitig an dem Rennen. Auch die Équipe Gordini war nicht vertreten; Amédée Gordini hatte Ende 1956 den Rennbetrieb eingestellt. Jean Behra und Harry Schell, die in der Automobil-Weltmeisterschaft für das Maserati-Werksteam fuhren, starteten in Caen mit Werkswagen von BRM. Roy Salvadori fuhr einen Formel-2-Werkswagen von Cooper, Jack Brabham und Tony Brooks setzten vergleichbare Autos für das Rob Walker Racing Team ein. Bruce Halford, Horace Gould, Luigi Piotti und Joakim Bonnier, der hier eines seiner ersten Formel-1-Rennen fuhr, traten mit privaten Maserati-Fahrzeugen an. Jean Behra dominierte die gesamte Veranstaltung. Er belegte mit einem Vorsprung von eineinhalb Sekunden auf den Trainingszweiten Brooks die Poleposition. Der langsamste Fahrer des Trainings war Marc Rozier, der einen Formel-2-Ferrari 500 fuhr. Seine Rundenzeit lag 18 Sekunden über der des Polesitters. Im Rennen fuhr Behra die schnellste Rundenzeit und fuhr als Erster durchs Ziel. Zweiter wurde Salvadori vor Bruce Halford. Sechs Fahrer kamen in die Wertung.

### 1958
In der Saison 1958 war der Große Preis das letzte von lediglich fünf Formel-1-Rennen ohne Weltmeisterschaftsstatus. Das Rennen kollidierte terminlich mit dem Großen Preis von Großbritannien, der einen Tag vor dem Rennen in Caen stattfand. Ungeachtet dessen war der Große Preis von Caen mit zahlreichen Spitzenfahrern besetzt: Jean Behra, Joakim Bonnier, Gerino Gerini, Stuart Lewis-Evans, Stirling Moss, Harry Schell und Maurice Trintignant nahmen sowohl am Samstag am Weltmeisterschaftslauf in Silverstone als auch am Sonntag am Rennen in Caen teil. Schell und Behra starteten hier wie dort für das BRM-Werksteam, Moss ging für Rob Walker Racing an den Start. Insgesamt waren 12 Fahrer gemeldet. Stirling Moss (Cooper) stand auf der Poleposition und gewann das Rennen; die schnellste Runde fuhr Jean Behra im BRM. Behra und Schell fielen im Rennen jeweils mit Motorendefekten aus.

## Ergebnisse
| Auflage | Datum           | Klasse                     | Strecke                    | Sieger                        | Zweiter                    | Dritter                       | Pole-Position                 | Schnellste Rennrunde            |
| ------- | --------------- | -------------------------- | -------------------------- | ----------------------------- | -------------------------- | ----------------------------- | ----------------------------- | ------------------------------- |
| 1       | 27. Juli 1952   | F2                         | Circuit La Prairie         | Maurice Trintignant (Gordini) | Jean Behra (Gordini)       | Louis Rosier (Ferrari)        | Maurice Trintignant (Gordini) | unbekannt                       |
| 2       | 25. Juli 1953   | SW                         | Circuit La Prairie         | Pierre Chancel (Panhard X85)  | René Bonnet (DB HBR)       | Roberto Mières (Gordini T15S) | unbekannt                     | Taso Mathieson (Maserati A6GCS) |
| 3       | 25. Juli 1954   | F1                         | Circuit La Prairie         | Maurice Trintignant (Ferrari) | Stirling Moss (Maserati)   | Jean Behra (Gordini)          | Maurice Trintignant (Ferrari) | Stirling Moss (Maserati)        |
|         | 1955            | kein Großer Preis von Caen | kein Großer Preis von Caen | kein Großer Preis von Caen    | kein Großer Preis von Caen | kein Großer Preis von Caen    | kein Großer Preis von Caen    | kein Großer Preis von Caen      |
| 4       | 26. August 1956 | F1                         | Circuit La Prairie         | Harry Schell (Maserati)       | André Simon (Gordini)      | Roy Salvadori (Maserati)      | Roy Salvadori (Maserati)      | Roy Salvadori (Maserati)        |
| 5       | 28. Juli 1957   | F1                         | Circuit La Prairie         | Jean Behra (BRM)              | Roy Salvadori (Cooper)     | Bruce Halford (Maserati)      | Jean Behra (BRM)              | Jean Behra (BRM)                |
| 6       | 20. Juli 1958   | F1                         | Circuit La Prairie         | Stirling Moss (Cooper)        | Joakim Bonnier (Maserati)  | Bruce Halford (Maserati)      | Stirling Moss (Cooper)        | Jean Behra (BRM)                |